# Jean-Frédéric Massias
Jean-Frédéric Massias (* 5. August 1968) ist ein französischer Badmintonspieler. 

## Karriere
Jean-Frédéric Massias gewann 1992 seine ersten nationalen Titel in Frankreich. Weitere Titelgewinne folgten 1993 und 1995. 1991, 1993, 1995 und 1999 nahm er an den Badminton-Weltmeisterschaften, im Herreneinzel teil.

## Sportliche Erfolge
| Saison    | Veranstaltung                                   | Disziplin    | Platz | Name                                         |
| --------- | ----------------------------------------------- | ------------ | ----- | -------------------------------------------- |
| 1991      | Weltmeisterschaft                               | Herrendoppel | 33    | Jean-Frederic Massias / Stephenson Sylvester |
| 1991/1992 | Französische Meisterschaft                      | Herreneinzel | 1     | Jean-Frédéric Massias                        |
| 1991/1992 | Französische Meisterschaft                      | Herrendoppel | 1     | Jean-Frédéric Massias / Christophe Jeanjean  |
| 1992/1993 | Französische Meisterschaft                      | Herrendoppel | 1     | Jean-Frédéric Massias / Christophe Jeanjean  |
| 1993      | Czech International                             | Herreneinzel | 3     | Jean-Frédéric Massias                        |
| 1994/1995 | Französische Meisterschaft                      | Herreneinzel | 1     | Jean-Frédéric Massias                        |
| 1999      | Weltmeisterschaft                               | Herreneinzel | 33    | Jean-Frederic Massias                        |
| 2005/2006 | Französische Seniorenmeisterschaft (Vétérans I) | Herreneinzel | 1     | Jean-Frédéric Massias                        |
| 2006/2007 | Französische Seniorenmeisterschaft (Vétérans I) | Herreneinzel | 1     | Jean-Frédéric Massias                        |
| 2007/2008 | Französische Seniorenmeisterschaft (Vétérans I) | Herreneinzel | 1     | Jean-Frédéric Massias                        |